# 3-й полк польских стрелков им. Генрика Домбровского
3-й полк польских стрелков им. Генрика Домбровского (пол. 3 Pułk Strzelców Polskich im. Henryka Dąbrowskiego) — национальное подразделение состоящие из этнических поляков. Полк входил в состав 5-й дивизии польских стрелков под командованием полковника Казимира Румши и воевал на стороне Русской армии адмирала А. В. Колчака против большевиков. Назван в честь польского генерала Яна Генрика Домбровского (пол. Jan Henryk Dąbrowski).

## История
3-й полк польских стрелков им. Генрика Домбровского был сформирован в ноябре 1918 года в Новониколаевске (ныне Новосибирск) в Сибири. Изначально полк был подчинен командующему Войска Польского в Восточной части России, 25 января 1919 полк перешел в состав 5-й дивизии польских стрелков под командованием полковника Казимира Румши. 15 сентября 1919 года полк насчитывал 1956 военнослужащих, в том числе 82 офицера, 4 врача, 3 чиновника, 322 унтер-офицера и 1545 солдат.

## Командный состав
- командир полка — полковник Ромуальд Когутницкий
- заместитель командира полка — полковник Бронислав Выговский
- командир первого батальона — капитан Эмиль Небещанский
- командир второго батальона — лейтенант Эвард Косьцинский
- командир третьего батальона — капитан Титус Облаза